# Juhani Kumpulainen
Juhani Kumpulainen, född 31 juli 1925 i Viborg, död 12 november 1991 i Helsingfors, var en finländsk skådespelare. 

## Filmografi (urval)
- 1982 - Uuno Turhapuro menettää muistinsa
- 1970 – Kvinnobilder
- 1955 - Viettelysten tie
- 1951 – Kvinnan bakom allt